# Tyla
Tyla Laura Seethal (Johannesburgo, Gauteng; 30 de enero de 2002), conocida monónimamente como Tyla, es una cantante y compositora sudafricana. Firmó con Epic Records en 2021 después del éxito nacional de su sencillo debut de 2019, «Getting Late» con Kooldrink.
Tyla saltó a la fama internacional con el lanzamiento de su sencillo de 2023, «Water», que entró entre las diez primeras en dieciséis países, incluidos el Reino Unido y Estados Unidos. «Water» fue la primera canción de un solista sudafricano en ingresar al Billboard Hot 100 de Estados Unidos en 55 años y recibió el premio Grammy inaugural a la mejor interpretación musical africana en 2024.
Su álbum debut homónimo se lanzó el 22 de marzo de 2024 con gran éxito de crítica. Tyla también ha obtenido nominaciones para un premio BRIT, un premio Soul Train Music, un premio MOBO y dos premios South African Music Awards.

## Primeros años
Tyla Laura Seethalnació el 30 de enero de 2002 en Johannesburgo, hija de Sharleen y Sherwin Seethal. Su familia es «Coloured», de ascendencia zulú, irlandesa, india y mauriciana. Se matriculó en la Edenglen High School en 2019 luego de haber sido jefa de cultura de la escuela ese año. Mientras estaba allí, había comenzado a publicar canciones originales y versiones en su cuenta de Instagram, además de enviarlas a varias figuras de la industria musical. Posteriormente fue descubierta por su primer mánager, Garth von Glehn, quien organizó sus primeras sesiones de grabación. Tyla afirma que iba al estudio de grabación todos los fines de semana durante su último año de secundaria.

## Carrera

### 2019–2022: «Getting Late» y éxito nacional
A finales de 2019, después de terminar la escuela secundaria, Tyla lanzó su sencillo debut, «Getting Late», con producción de Kooldrink, que logró un éxito nacional. Filmado por su propio mánager de forma intermitente durante los cierres por la pandemia del COVID-19, el vídeo musical que lo acompaña se lanzó en enero de 2021. Obtuvo varios millones de visitas en YouTube. y fue nominado a Vídeo musical del año en los 28.ª edición de los South African Music Awards en 2022. Ella había estado estudiando para obtener una licenciatura en ingeniería de minas, y después de mucha persuasión y "mucho llanto", sus padres habían acordado dejar que Tyla se tomara un año fuera de la universidad para intentar levantar su carrera musical. Luego firmó un contrato de grabación con Epic Records a través de una empresa conjunta con Fax Records en los Estados Unidos en mayo de 2021. Siguió su sencillo debut con los sencillos «Overdue» en octubre de 2021 y «To Last» en noviembre de 2022.

### 2023–presente: Reconocimiento internacional con «Water»
La primera presentación pública de Tyla ocurrió en 2023 durante la fiesta posterior de Dolce & Gabbana en Semana de la Moda de Milán, tras el lanzamiento de su sencillo «Been Thinking», lo que le valió a Tyla sus primeros lugares en las listas de su carrera, en las listas «Billboard Mainstream R&B/Hip-Hop Airplay» y «Rhythmic Airplay». Heven Haile de Pitchfork la describió como un "himno de club elegante que canaliza los seductores éxitos del pop-R&B de mediados de la década de 2000 de Ciara y Rihanna". Tyla luego se unió a Chris Brown como telonera de su tour, «Under the Influence Tour». En mayo de 2023, lanzó el sencillo «Girl Next Door», con la participación de la cantante nigeriana, Ayra Starr. Más tarde, también lanzó la canción «Water» en julio de 2023 como sencillo principal de su próximo álbum de estudio debut homónimo. Después de generar un desafío de baile viral en la plataforma de redes sociales, TikTok, la canción se convirtió en un éxito entre los 10 primeros en los Estados Unidos, el Reino Unido y Australia, entre varios otros países. También convirtió a Tyla en la sudafricana más joven y la primera solista sudafricana en 55 años en entrar al Billboard Hot 100 de los Estados Unidos, luego de «Grazing in the Grass» de Hugh Masekela en 1968.
Interpretó la canción en vivo en The Bianca Show en Suecia y en The Tonight Show Starring Jimmy Fallon en los Estados Unidos. El vídeo musical que lo acompaña, lanzado el 6 de octubre de 2023, acumuló 3 millones de visitas en YouTube en tres días. Luego, Tyla apareció en una versión remix de la canción «Girls Need Love» de Summer Walker, lanzada como parte del EP, Girls Mix de esta última en octubre de 2023. En vísperas de diciembre de 2023, anunció el lanzamiento en marzo de su álbum de estudio debut, Tyla (2024), y lanzó simultáneamente tres nuevas pistas llamadas «Truth or Dare», «On and On» y «Butterflies», como sencillos promocionales del proyecto en un EP del mismo nombre. Tyla realizó un popurrí de «Water» y «Truth or Dare» en el final de la temporada 24 de The Voice el 19 de diciembre de 2023. En la 66.ª edición de los Premios Grammy en febrero de 2024, Tyla se convirtió en la primera persona en ganar el premio a Mejor interpretación de música africana con «Water», convirtiéndose también en la artista africana más joven en ganar un Premio Grammy.
Su álbum debut homónimo se lanzó oficialmente a través de Fax y Epic Records el 22 de marzo de 2024.

## Arte
Las mayores influencias musicales de Tyla incluyen Michael Jackson, Aaliyah, Rihanna, Britney Spears, Drake, Cassie, Tems y Wizkid. Ha dicho que su sueño es convertirse en la primera estrella del pop mundial de África.

## Discografía

### Álbumes de estudio
| Título | Detalles                                                                                               |
| ------ | --- |
| Tyla   | - Fecha de lanzamiento: 22 de marzo de 2024 - Sello: Fax, Epic - Formatos: Descarga digital, streaming |

### Sencillos

#### Como artista principal
| Título                                                                         | Año  | Posiciones máximas en las listas | Posiciones máximas en las listas | Posiciones máximas en las listas | Posiciones máximas en las listas | Posiciones máximas en las listas | Posiciones máximas en las listas | Posiciones máximas en las listas | Posiciones máximas en las listas | Posiciones máximas en las listas | Posiciones máximas en las listas | Certificaciones                                                                        | Álbum                                                   |
| Título                                                                         | Año  | SA                               | AUS                              | CAN                              | NL                               | NZ                               | SUE                              | RU                               | EUA                              | EUA Afro                         | GLBL                             | Certificaciones                                                                        | Álbum                                                   |
| ------------------------------------------------------------------------------ | ---- | -------------------------------- | -------------------------------- | -------------------------------- | -------------------------------- | -------------------------------- | -------------------------------- | -------------------------------- | -------------------------------- | -------------------------------- | -------------------------------- | -------------------------------------------------------------------------------------- | ------------------------------------------------------- |
| «Getting Late» (ft. Kooldrink)                                                 | 2019 | —                                | —                                | —                                | —                                | —                                | —                                | —                                | —                                | —                                | —                                |                                                                                        | Sin álbum                                               |
| «Overdue» (ft. DJ Lag y Kooldrink)                                             | 2021 | —                                | —                                | —                                | —                                | —                                | —                                | —                                | —                                | —                                | —                                |                                                                                        | Blood & Water: Season 2 (Music from the Netflix Series) |
| «Been Thinking»                                                                | 2023 | —                                | —                                | —                                | —                                | —                                | —                                | —                                | —                                | —                                | —                                |                                                                                        | Sin álbum                                               |
| «Girl Next Door» (ft. Ayra Starr)                                              | 2023 | —                                | —                                | —                                | —                                | —                                | —                                | —                                | —                                | 39                               | —                                |                                                                                        | Sin álbum                                               |
| «Water»                                                                        | 2023 | 3                                | 6                                | 15                               | 6                                | 1                                | 10                               | 4                                | 7                                | 1                                | 6                                | - ARIA: 2× Platino - BPI: Oro - GLF: Oro - MC: Platino - RIAA: Platino - RMNZ: Platino | Tyla                                                    |
| «On and On»                                                                    | 2023 | —                                | —                                | —                                | —                                | —                                | —                                | —                                | —                                | 10                               | —                                |                                                                                        | Tyla                                                    |
| «Truth or Dare»                                                                | 2024 | 18                               | —                                | —                                | —                                | —                                | —                                | —                                | —                                | 3                                | —                                |                                                                                        | Tyla                                                    |
| «Art»                                                                          | 2024 | —                                | —                                | —                                | —                                | —                                | —                                | —                                | —                                | —                                | —                                |                                                                                        | Tyla                                                    |
| "—" denota elementos que no se lanzaron en ese país o no entraron a la listas. |      |                                  |                                  |                                  |                                  |                                  |                                  |                                  |                                  |                                  |                                  |                                                                                        |                                                         |

### Como artista invitada
| Título                                                                              | Año  | Álbum          |
| ----------------------------------------------------------------------------------- | ---- | -------------- |
| «Thata Ahh» (ShaunMusiq, Ftears, y DJ Maphorisa ft. Young Stunna, Madumane, y Tyla) | 2022 | Thatha Ushaka  |
| «Ke Shy» (Major Lazer y Major League DJz featuring Tyla, Luudadeejay, y Yumbs)      | 2023 | Piano Republik |
| «Bana Ba» (Daliwonga featuring ShaunMusiq, Ftears, Tyla, y TitoM)                   | 2023 | Dali Dali      |

### Sencillos promocionales
| Título                                                                         | Año  | Posiciones máximas en los gráficos | Album |
| Título                                                                         | Año  | EUA Afro                           | Album |
| ------------------------------------------------------------------------------ | ---- | ---------------------------------- | ----- |
| «To Last»                                                                      | 2022 | 44                                 | Tyla  |
| «Butterflies»                                                                  | 2023 | —                                  | Tyla  |
| "—" denota elementos que no se lanzaron en ese país o no entraron a la listas. |      |                                    |       |

### Apariciones como invitada
| Título                        | Año  | Otros artista(s) | Álbum                       |
| ----------------------------- | ---- | ---------------- | --------------------------- |
| «Ngowam»                      | 2022 | Kelvin Momo      | Amukelani                   |
| «Girls Need Love (Girls Mix)» | 2023 | Summer Walker    | Girls Need Love (Girls Mix) |

## Giras
Principales
- Tyla Tour (2024)

Secundarias
- Under the Influence Tour (para Chris Brown) (2023)

## Premios y nominaciones
| Organización                     | Año  | Premio                                  | Destinatario o nominado                         | Resultado               | Ref.   |
| -------------------------------- | ---- | --------------------------------------- | ----------------------------------------------- | ----------------------- | ------ |
| African Entertainment Awards USA | 2023 | Mejor Artista Femenina                  | Ella misma                                      | Ganadora                | [ 72 ] |
| BBC                              | 2024 | Sound of 2024                           | Ella misma                                      | Ganadora (cuarto lugar) | [ 73 ] |
| BRIT Awards                      | 2024 | Música Internacional                    | «Water»                                         | Nominada                | [ 74 ] |
| Premios Grammy                   | 2024 | Mejor interpretación de música africana | «Water»                                         | Ganadora                | [ 42 ] |
| Soul Train Music Awards          | 2023 | Mejor nueva artista                     | Ella misma                                      | Nominada                | [ 75 ] |
| South African Music Awards       | 2022 | Vídeo musical del año                   | «Getting Late» (ft. Kooldrink)                  | Nominada                | [ 18 ] |
| South African Music Awards       | 2023 | Mejor vídeo musical producido           | «Been Thinking»                                 | Nominada                | [ 76 ] |
| South African Style Awards       | 2024 | Artista más elegante                    | Ella misma                                      | Ganadora                | [ 77 ] |
| MOBO Awards                      | 2023 | Mejor acto de música africana           | Ella misma                                      | Nominada                | [ 78 ] |
| Nickelodeon Kids' Choice Awards  | 2025 | Colaboración musical favorita           | «Show Me Love» junto a WizTheMc y Bees & Honney | Nominados               | [ 79 ] |
| Nickelodeon Kids' Choice Awards  | 2025 | Estrella musical mundial favorita       | Ella misma (África)                             | Ganadora                | [ 79 ] |